# Interferenzkontrast

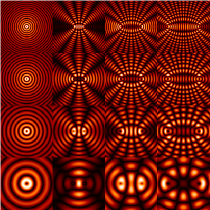
Interferenz zweier zirkularer Wellen – Wellenlänge von oben nach unten zunehmend, Abstand der Zentren zunehmend nach rechts.

Der Interferenzkontrast beschreibt die Sichtbarkeit (Kontrast) eines Interferenzphänomens quantitativ.
Er ist als Verhältnis der Intensitäten zweier aufeinanderfolgender Maxima und Minima definiert:
{\displaystyle K={\frac {I_{\mathrm {max} }-I_{\mathrm {min} }}{I_{\mathrm {max} }+I_{\mathrm {min} }}}}
- Der optimale Wert liegt bei 1, im Falle der totalen Unkenntlichkeit der Interferenzerscheinung liegt er bei 0.
- Diese Definition geht davon aus, dass die mittlere Intensität gleich {\displaystyle (I_{\mathrm {max} }+I_{\mathrm {min} })/2} ist.
Dann ist die Amplitude der Intensität gleich {\displaystyle (I_{\mathrm {max} }-I_{\mathrm {min} })/2}.
Damit gilt: {\displaystyle K=\mathrm {Amplitude} /\mathrm {Mittelwert} }.
- Im Falle von Interferenz von Licht ist meist die quellenabhängige Kohärenzlänge der limitierende Faktor.

Wichtig ist der Interferenzkontrast vor allem für die Interferometrie, Holographie und die Phasenkontrastmikroskopie.